# Rete (araldica)
In araldica il termine rete indica una figura che copre tutto il campo con fili di smalto diverso, generalmente annodati nei punti di incrocio. I fili sono di norma disposti in banda e sbarra, generando quindi una figura che ricorda il losangato; talora si trovano anche reti disposte secondo la fascia e il palo, disposizione da blasonare.
Taluni usano anche il termine reticolato.

Di rosso, alla rete d'oro, al palo dello stesso attraversante (Iniö, Finlandia)
D'azzurro, reticolato d'oro (Indals-Liden, Svezia)
Troncato: al primo di azzurro, alla stella di otto raggi d'oro; al secondo di nero, al reticolato d'oro, dal fondo di sei file e in ogni fila dieci stelle del primo di sei raggi (Asigliano Vercellese)
Troncato: nel 1° d'oro, alla bilancia d'azzurro; nel 2° d'azzurro, reticolato d'oro (Ii (Finlandia), stemma in uso dal 1966 al 2006)
D'azzurro, reticolato d'oro, al salmone d'argento (Kalajoki (Finlandia), stemma in uso dal 1953 al 2009)